# Edy Mertens
Pour les articles homonymes, voir Mertens.
Édouard Mertens dit Edy Mertens, né le 22 août 1954 à Wilwerdange (Luxembourg), est un médecin généraliste et homme politique luxembourgeois, membre du Parti démocratique (DP).

## Biographie
Membre du Parti démocratique depuis 1972, Edy Mertens est nommé bourgmestre de la commune de Troisvierges en date du 21 novembre 2011,. Réélu aux élections communales du 8 octobre 2017, sa « Biergerlëscht », aux couleurs très libérales, obtient la majorité absolue des sièges au conseil communal.
À la suite des élections législatives du 20 octobre 2013 et de la nomination de Fernand Etgen au sein du gouvernement, Edy Mertens fait son entrée à la Chambre des députés pour la circonscription Nord où il représente le Parti démocratique (DP). Bien qu'il présente sa candidature pour les élections législatives de 2018, il ne parvient pas à se faire réélire et emporte la quatrième place seulement dans la circonscription Nord,. 